# Morville-lès-Vic
Morville-lès-Vic là một xã trong vùng Grand Est, thuộc tỉnh Moselle, quận Château-Salins, tổng Château-Salins. Tọa độ địa lý của xã là 48° 48' vĩ độ bắc, 06° 32' kinh độ đông. Morville-lès-Vic nằm trên độ cao trung bình là 255 mét trên mực nước biển, có điểm thấp nhất là 220 mét và điểm cao nhất là 317 mét. Xã có diện tích 8,14 km², dân số vào thời điểm 1999 là 104 người; mật độ dân số là 12 người/km². Xã nằm 4 km về phía bắc của Vic-sur-Seille.

## Thông tin nhân khẩu
| 1962 | 1968 | 1975 | 1982 | 1990 | 1999 |
| ---- | ---- | ---- | ---- | ---- | ---- |
| 128  | 134  | 121  | 120  | 99   | 104  |